# アレグザンダー・ヒューム (第3代ヒューム卿)
第3代ヒューム卿アレグザンダー・ヒューム（英語: Alexander Home, 3rd Lord Home、? - 1516年10月8日）は、スコットランドの貴族。

## 経歴
第2代ヒューム卿アレクサンダー・ヒュームの息子。
1513年に幼いジェイムズ5世がスコットランド王に即位し、その母マーガレット・テューダーが摂政に就任すると、初代アラン伯爵ジェイムズ・ハミルトンとともにその補佐役となった。
彼は親イングランド派で、対するアラン伯は親仏派だった。1515年にマーガレットが摂政位を追われて、代わって親仏派のオールバニ公ジョン・ステュワートが摂政に就任すると彼の立場は危うくなり、ついにはイングランドと通じたとされて大逆罪で処刑された。
ヒューム卿の爵位も接収されたが、1522年には彼の弟であるジョージ・ヒュームが第4代ヒューム卿を継承することを認められた。